# 3986 Rozhkovskij
3986 Rozhkovskij је астероид главног астероидног појаса са средњом удаљеношћу од Сунца која износи 2,253 астрономских јединица (АЈ).
Апсолутна магнитуда астероида је 12,9.